# Санта Катарина (држава)
Санта Катарина (порт. Santa Catarina) је једна од 26 бразилских држава, са највишим животним стандардом у земљи. Површински је мало већа од Мађарске. Налази се на југу Бразила, а њен главни град је Флоријанополис, који се налази на острву Санта Катарина, по којем је и држава добила име. Иако је Флоријанаполис главни град он није и највећи. Тај примат има Жоинвиле.
Санта Катарина на југу граничи са Рио Гранде до Сул, а на сјеверу са бразилском државом Парана. На западу ове државе налази се аргентинска провинција Мисионес, док је на истоку запљускује Атлантски океан. Обала Санта Катарине је дугачка као и пола португалске обале.
Ова је држава позната као најевропскија држава у Бразилу, јер преко 90% становништва чине потомци португалских, њемачких и италијанских имиграната. Такође, у питању је држава са најбољим социјалним статусом у Бразилу и једним од највећих просјечних доходака по глави становника. Држава такође има и најнижи морталитет од око 18 умрлих на 1000 становника, као и други највећи проценат писмених (одмах иза Рио де Жанеира).

## Историја

### Долазак Европљана
Обале данашње државе су посјећивали европски морепловци од почетка 1500. године. Тврдње да је први на овом подручју био Binot Paulmier de Gonneville, се у задње вријеме оспоравају. Ипак остају записане чињенице да је де Жоневил боравио на сјеверном дијелу обале Санта Катарине дугих 6 мјесеци, године 1504. Сљедећи европљанин је био португалац Нуњо Мануел е Кристовао де Харо, који је пролазећи овуда, данашње острво Санта Катарина, крстио у Иља дош Патош (острво патака). Сљедеће године, Хуан де Диаз је прошао овуда у потрази за сребром (Аргентум), кога је у изобиљу било, јужније од Санта Катарине, у Аргентини.
У првим годинама истраживања ових области немирно море и негостољубива обала је била разлог многих бродолома. Приликом сваког бродолома, морнари су долазили у контакт са домороцима, који су их увијек добро угошћавали. Из ових сусрета се развила и трговина и први бразилци, мијешаних раса. Остало је записано да су бродоломци, по повратку у Европу, описивали живот домородаца. Домороци су првенствено живјели од лова и риболова, израђујући разне предмете од камена и дрвета, најчешће у духовне сврхе. Ови предмети, које су први бродоломци донијели из Бразила, били су први бразилски сувенири.

### Шпанске експедиције
Неке шпанске експедиције, у потрази за сребром, су остајале на подручју ове државе. Шпански адмирал, Дон Родриго де Акуња је, 1525. године, на острву Санта Катарина, оставио дио своје посаде како би подигли камп. Овај је камп, временом, постао мјесто на којем су се шпански бродови могли допунити водом и намирницама, на путу за Аргентину. 1541. године, Шпанци су се одважили и први пут напустили острво, и упутили се не копно, у потрази за новим путем у Парагвај. Имајући увије на уму да ово подручје узме под своје, Шпанска круна, је именујући Хуана Санарбију за гувернера Парагваја, тражила од њега да колонизује и подручје сребрне ријеке, Рио Прато, и луку Сао Франсиско, у данашњој Санта Катарини.

### Португалска окупација
Португалци се у овом подручју појављују прво као језуитски свештеници, који су првенствено долазили са циљем покрштавања домородаца. Искреност и истрајност ових језуита је од почетка била упитна, а читав посао је пропао већ у 17. вијеку, када су језуити одустали од покрштавања.
Подјелом Бразила на насљедне капетаније, данашња држава Санта Катарина, заједно са дијеловима државе Парана, била је у саставу капетаније Сантана. Ова капетанија је дата португалском истраживачу Перо Лопез де Соузи. У исто вријеме, шпанска круна је полагала право на већи дио ове капетаније.

### Изградња обале
1640. године, Мануел Лоренсо де Андраде, португалац, из мјеста Сао Висенте, подигао је вилу на обали, и преселио се у њу са својом породицом. На овом мјесту је настало мјесто, а касније и лука Сао Франсиско до Сул.
1675. године још један паулиста, Франсиско Диас Вељо, преселио се на подручје Санта Катарине, тачније на острво које се до тада звало острво Патака. По једној причи, Франсиско Диас је кумовао данашњем имену острва, Санта Катарина. Катарина је било име његове ћерке, а Санта је додао из сујевјерја, како не би други (а међу њима и Бог) примијетили да је дао име острву по својој ћерци! Са друге стране, такође постоји прича, да је острву кумовао извјесни Себастијао Кабото, који је име острву дао у част своје супрузи Катарини. Такође је имао исти разлог да дода испред имена Катарина, име Санта, као и Франсиско Диас. У сваком случају, острво се данас зове Санта Катарина.
Првенствено, на острву су се бавили ловом, риболовом и узгојем шећерне трске. Такође је била популарна и потрага за златом, па се на острву налази неколико пропалих рудника злата из тог доба. Остврљани су познати по томе што су заробили једну гусарску флоту, и све њихово благо, заједно са гусарима, испоручили властима. Њихов вођа је био онај исти Франсиско Диас Вељо. Гусари су ово запамтили, и искористили прву прилику да са мјештанима на острву поравнају рачуне. Франсиско Диас је изгубио живот, мјесто је напуштено, а Франсискова се породица вратила у Сао Висенте. Остало је само име острва: Санта Катарина.
Лагуна је било треће мјесто на обали Санта Катарине које су у првом налету насељавали. Још један становник државе Сао Пауло, Domingos de Brito Peixoto, је 1676. године организовао насељавање подручја око данашњег града Лагуна. Становници су се највише бавили ловом, пољопривредом и риболовом. Почетком 18. вијека из Лагуне су постојале сталне извозне руте рибе у Сантос и Рио де Жанеиро.

### Прва половина18. вијека
Лагуна, је почетком 18. вијека, постала ексклузивна бразилска лука на југу, нарочито, када је 1728. године Сао Паолу припојен и Рио Гранде до Сул. Златне године у историји ове државе се поклапају са почетком владавине гувернера Жозе да Силва Паиса, који 1726. године на острву Санта Катарина оснива насеље Носа Сењора до Дестеро (Nossa Senhora do Desterro), данашњи Флоријанополис. Прве војне снаге су на острво дошле 1737. године, а двије године касније, долази и нови гувернер, генерал Силва Паис, којег због униформе и грађе, грађани, а и војници убрзо прозивају зелени стомак.
Повећавањем португалских интереса на југу Бразила, повећавала се и изградња на југу, како цивилна, тако и војна. У оба случаја мало село и лука, Лагуна, је виђена као одлична стратешка тачка. У ово вријеме, територија Санта Катарине која је била у саставу Бразила, била је под надлежношћу двије капетаније: и Сао Паола и Рио де Жанеира. Иако су то правдали лакшом администрацијом, у питању је била потреба да се што више војника пошаље на југ Бразила, како би се што лакше извршила експанзија на територије око ријеке Рио Гранде. Са циљем повећања и људских, цивилних, ресурса, од 1748. до 1756. године, сви имигранти у Бразил су били распоређивани на југ, на територију данашње државе Санта Катарина.

### Друга половина18. вијека
Иако је обала до друге половине 18. вијека била прилично добро истражена и изграђена, унутрашњост није никако истраживана, још од 16. вијека, када су Шпанци покушавали да пронађу краћи пут до Парагваја. Ово је постала мисија за Дон Луиса Антонија де Соузу Ботољо Мураоа (порт. Don Luís António de Sousa Botelho Mourão), прворођеног сина капетана насљедне капетаније Сао Пауло. Велика стада стоке из Сао Паола, су морала имати и велику испашу, а такође, морала су путовати копном. Дон Луис је у територији данашње државе Рио Гранде до Сул увидио велике површине за испашу, а и велика појила, тако да су се убрзо појавиле и прве руте стада стоке од Сао Паола до Рио Гранде до Сула, кроз унутрашњост државе Санта Катарине. Упркос протестима шпанске стране, 1775. године подигнута је прва насеобина у унутрашњости Санта Катарине, на граници са данашњим Рио Гранде до Сул. Ове насеобине су се користиле као станице за одмор гонича стоке, а временом су постале нуклеуси нових градова у унутрашњости Санта Катарине. Како, због планинских масива нису имали контакта са обалом, ода су се мјеста првенствено везала за градове као што су Куритиба и Сао Пауло, развијајући и нове трговачке руте, такође и помјерајући границе португалског царства.
Избијањем рата између Португалије и Шпаније, 1777. године, португалска војска и морнарица, иако бројнија, повукла се са овог подручја, па је читав дио до мјеста Лагуна, пао под шпанску власт, без испаљеног метка. Шпанци су се заустави пред Лагуном јер је она једина пружила отпор. У питању је био отпор цивила из мјеста, а не организован војни отпор. Већ идуће године, португалци су повратили све изгубљене територије, укључујући и острво Санта Катарина.
Овај крај је живио искључиво од пољопривреде и трговинских повластица, које је давала португалска Круна. Његова је предност била једино у томе што је португалска империја у 18. вијеку имала интересе ширења на југ. По завршетку рата, Португал је, укинувши трговинске повластице у овом дијелу своје империје, отворила ново поглавље у историји Санта Катарине. Почело је доба стагнирања.

### Независност
Припајањем мјеста Лагеш и околне висоравни Серано, 1820. године, јурисдикцији острва Санта Катарина, створили су се сви услови да ово подручје постане независно од Сао Паола. По проглашењу бразилског царства, виђенији људи из Санта Катарине, апеловали су код цара, да Санта Катарина постане посебна федерална јединица. Због административног хаоса, провинција је назадовала. У периоду од 6 година промијењено је седамнаест гувернера.
За вријеме власти гувернера Франсиска де Албукеркија Мела, у провинцији је почело организовано досељавање њемачких имиграната. 1831. године, исте године када је Педро  абдицирао, у Санта Катарини су покренуте прве новине.

### Република Жулијана
Револуционарни покрет, који је захватио цијели регион Санта Катарине, све до ријеке Рио Гранде до Сул, почео је као одговор на све лошији живот у овом дијелу Бразила. Побуна је почела 24. јула 1839. године и трајала је до 15. новембра, исте године. Република Жулијана (португалски:Juliana пошто је настала у јулу) је проглашена у мјесту Лагуна. Један од истакнутијих револуционара у овом покрету био је и лигуријски морнар и револуционар, Ђузепе Гарибалди, који се при проглашењу републике, вјенчао са Аном Жезус де Рибеиро. Побуна је била мирно угушена. Већ је почетком 1840. године побуна изгубила на интензитету, а 1845, већ потпуно мирна провинција, је дочекала цара Педра  и царицу Тереза Кристину.
Од 1850. до 1859. Санта Катарином је управљао Жоао Жозе Кутињо, који је показао велике административне вјештине и интерес за образовањем и културом. Досељавање имиграната је почело да бива све интензивније ових година, али ни близу није досегнуло свој врхунац. У ово доба су настајали данашњи највећи градови Санта Катарине. 1849. основан је Жоенвил, сљедеће године, Блуменау, а 1860 и Бруске.

### Крај Бразилског царства
1870—их година провинција је бројала око 160 хиљада становника у преко двадесет градова, а по проглашењу републике, број становника је порастао до 200 хиљада. Села и градови су углавном стагнирали, бавећи се примарним гранама индустрије без могућности већег просперитета. Гувернери, који су владали провинцијом, су такође кочили развој провинције, јачајући централну власт у њој.
Санта Катарина је увијек имала мали број робова, а максимум је досегнут 1857. године, када их је било око 18 хиљада. Ово је условило да бразилци, афричког поријекла, никада не буду у значајнијем броју у Санта Катарини. Без обзира на мали број робова, Санта Катарина је имала једну од најјачих аболиционих кампања за ослобађање робова. Покрет је издавао и своје новине, а у њему су били и многи виђенији људи и бивши робовласници, који су у знак подршке покрету први ослободили своје робове. 24. марта 1888. године, објављено је да у главном граду провинције, нема нити једног роба.

### Досељавање имиграната
У провинцији, земља није сматрана за вриједну, од стране централне власти и моћних људи, чији се интерес за богаћењем и јачањем моћи фокусирао на урбане активности. Земљорадња није била на цијени на земљи која није била на цијени. Међутим, земља која није била државно-политички приоритет, постала је добра за досељенике. Држава је чак, подржавала насељавање имиграната у ове дијелове Бразила из више разлога. Почеци великог вала досељавања су били још 1829. године када се доселило првих 166 Нијемаца из околине Бремена.
Избјеглице из Европе, првенствено Нијемци и Италијани, су долазили у Санта Катарину, током цијелог 19. вијека. Већина их се утопила у локалну заједницу, међутим, усамљеније и удаљеније заједнице, креирале су окружење карактеристично за предјеле из којих су долазили. Прва већа оваква заједница, окупљена око доктора Хермана Блуменауа, населила се, крајем 1859. године, у долини ријеке Итажај-Асу, оснивајући данашњи град Блуменау. Двадесет године касније, насеље је већ бројало 6 хиљада становника. На сјеверу провинције, друштво досељеника из Хамбурга, оснива Жоенвил, који послије 10 година броји 3 хиљаде становника. Мјесто је имало статус независне комуне, у којој су сви досељеници могли уживати слободе које су са собом донијели у Бразил, укључујући и исповиједање своје вјере и образовање на свом језику.
У насеобинама на југу провинције, у долинама ријека Тубарао и Игуасу, настале су највеће италијанске насеобине, које су се бавиле узгојем винове лозе и производњом вина, а каснија истраживања у рударству и отварање рудника постало је важан фактор у економији провинције.

### Република
Санта Катарина је добила статус републике 17. новембра 1889. године. Први гувернер државе Санта Катарина, номинован од стране предсједника Бразила Деодора де Фонсеке, био је Лауро Северијано Милер. Држава је добила устав 1891. године.
Без обзира на чињеницу да је Санта Катарина постала република и имала свој устав, живот у њој је био врло тежак и чести су били немири. Године 1894. избила је и оружана побуна, коју је угушила војска, са којом је дошао и нови губернатор Antonio Moreira Cesar. Нови гувернер је владао жељезном руком, али је и он убрзо напусти државу. Гувернери су се мијењали, али се ситуација у републици није мијењала. Негдје у ова бурна времена, главни град је почео бити називан Флоријанополис.

### Револуција 1930. године
Револуција 1930. године, иницирана у држави Рио Гранде до Сул, покренула је војна снага која је довела Жетулија Варгаса на власт у Бразилу. Присталице Варгаса су успјеле преузети власт у цијелој републици Санта Катарина, и на крају је пао и Флоријанополис. Санта Катарина је изгубила статус републике и од 1930 до 1945. њени грађани углавном нису бирали и владали својом републиком. Санта Катарином су или управљали гувернери у корист неке друге државе или у корист централне власти. У једном кратком периоду од 1935. до 1937. године, Санта Катарина је изабрала свог гувернера. Био је то Nereu Ramos, један од ријетких из тог времена који је бринуо за народ Санта Катарине и борио се са растућим нацизмом код њемачких досељеника.

### Послије 1945. године
Послије 1945. године, када је република поново могла да бира, двије највеће партије републиканске оријентације, доминирале су политичким животом без прекида скоро 20 година. У овом периоду, већи дио државе који је био изолован или једва насељен, почео је да оживљава. Држава је већином насељавана од стране дошљака из сусједног Рио Гранде до Сул.
1960. године, у Флоријанополису, је основан Федерални Универзитет Санта Катарине, чиме се умногоме допринијело на плану едукације државе, која је тада важила за најзаосталију државу југа Бразила. Флоријанополис је постао сада и стјециште студената и из других држава. 1965. године оснива се и Универзитет за развој државе, који је као правно тијело било креатор или ментор неколико закона Санта Катарине.
Почетком 1980—их година, Санта Катарину је задесио низ поплава. 1983. године ријека Итажај-Асу се излила у граду Блуменауу и потопила 70% површине града. У 136 градова, од укупно 199 (у то вријеме), било је проглашено ванредно стање, а око 100 градова је било у потпуности изоловано. Поплаве су се поновиле и сљедеће године, али са смањеном жестином.
1986. године, Санта Катарина је изабрала новог гувернера. Био је то Педро Иво Кампош, бивши градоначелник Жоенвила. Највећи проблем са којим се овај гувернер суочавао, био је сукоб између пољопривредника и власника земље.

## Географија
Клима је суптропска. Нешто мало више од пола државе се налази изнад 600 метара надморске висине, чиме се њено приобаље сврстава у уска приобаља. Овај уски приобални појас је најнижи у држави, тако да се овдје налазе бројне лагуне. Највеће ријеке Санта Катарине су :
- Уругвај,
- Итажај (Itajaí),
- Игуасу (Iguaçu),
- (ријека),
- и

### Административно-географска подјела
Држава је подијељена на 6 регија:
1. Гранде Флоријанополис
2. Норте Катариненсе
3. Оесте Катариненсе
4. Серана
5. Сул Катариненсе
6. Вали ду Итажај (Vale do Itajaí)

, унутар којих се налази 20 микро-региона са 293 општине и 6 метропола.

### Позиција
Држава има значајан стратешки положај, нарочито када је у питању трговина. Држава се налази, практично на пола пута од Буенос Ајреса и Рио де Жанеира. Географски гледано, држава је смјештена од 25º57'41 " до 29º23'55" јужне паралеле и од 48º19'37 " до 53º50'00" географске дужине, западно од Гринича.

### Клима
За разлику од осталих дијелова Бразила, на планинама Санта Катарине могуће је видјети снијег. Такође, годишња доба су прилично издефинисана. Читава држава, ипак има двије различите климатске варијације, једну у предјелима испод 800 метара надморске висине и другу изнад 800 метара надморске висине. На вишим платоима државе љета су прохладна, а зиме оштре, док су на нижим надморским висинама љета много топлија и сувља. Кише има током цијеле године, са смањеним падавинама током зиме. На јужним, висоравнима се налазе најхладније тачке у Бразилу, у којима је забиљежена температура и испод -17 степени.

### Земљиште
Земљиште Санта Катарине је једно од најбогатијих у Бразилу, али ипак није у потпуности култивисана. Санта Катарина је трећа по залихама глине и друга по залихама фосилних горива у Бразилу. Захваљујући свему овоме, ова је држава једна од најпросперитетнијих у Бразилу.

### Становништво
На основу пописа из 2010. године у држави живи 6.248.436 становника, са густином од 65,46 становника по квадратном километру. Најнасељенији градови Санта Катарине су :
- Жоенвил,
- Флоријанополис,
- Блуменау,
- Итажај,
- и

## Етничке групе
- 92% бијелци
  - њемачког поријекла (35%);
  - италијанског поријекла (30%);
  - португалског поријекла (22%);
  - 5% остали европљани (Пољаци, Руси, Норвежани, итд...)
- 8% остали

### Нијемци
Њемачко насељавање Санта Карарине почиње 1829. године, када првих 523 њемачких колониста из Бремена, оснива колонију São Pedro de Alcântara. Долазак Нијемаца је увелико стимулисан од стране цара Педра I од Бразила, који се тиме надао повећати економију у региону. Тако су почеле да ничу њемачке колоније по југу Бразила. Двије највеће колоније Нијемаца у Санта Катарини су настале почетком 50-их година 19ог вијека, Блуменау (1850. године) и Жоенвил (1851. године). Оне су најзаслужније за успјешно колонизирање Нијемаца. Деценијама, Нијемци су били изоловани од остатка становништва Бразила, што је условило да умногоме, задрже свој језик и културу у оном облику и садржају у каквом су га и донијели у Бразил. Просто је немогуће, не примијетити колико бразилских модела, мисица и глумица потиче од ове етничке групе.

### Италијани
Италијани су почели насељавати Санта Катарину, у 1875. години, углавном из региона Венето и Ломбардија. Исто као што се десило са Нијемцима, и Италијани су створили неколицину затворених колонија, а најпросперитетније су биле у долини ријеке Tubarão. Ипак, прве италијанске колоније су биле креиране на обали, али због топлоте и влажности, која је доводила до честих болести код колониста из Италије, ове колоније нису успјеле да се дуже одрже. Осим ових Италијана, једна већа групација је дошла из Рио Гранде до Сул и населила запад Санта Катарине.

### Португалци
Португалци, већином са Азорских Острва, су почели долазити на подручје Санта Катарине 1750. године, како би колонизовали и заштитили југ Бразила од евентуалних шпанских напада. У прошлости, Португалци су имали искуства са шпанским нападима из Аргентине. Азорске колоније су биле распоређене на свим стратешким мјестима на обали Санта Катарине, а касније су се прошириле на цијели југ Бразила. У сљедеће 3 године (до 1753. године), забиљежен је улазак 6492 азорска Португалца, што је у то вријеме представљало једну трећину укупне популације југа Бразила.

## Економија
Економија Санта Катарине је базирана на индустрији (првенствено агро, текстилној, керамичкој и машинско- металуршкој индустрији), а затим и на сточарству. Држава је позната као највећи извозник пилетине, грожђа и вина у Бразилу. Двије највеће прехрамбене индустрије Бразила се налазе у Санта Катарини. Један од највећих произвођача електричних мотора (WEG), као и један од највећих произвођача расхладних компресора (Ембарко - Embarco) су смјештени у Санта Катарини.
Санта Катарина је седма држава у Бразилу по богатству, а са Параном и Рио Гранде до Сул контролише скоро 20% економије Бразила.

### Земљорадња, рибарство и сточарство
Највећа култура која се узгаја у Санта Катарини је свакако кукуруз, који се узгаја на базалтним платоима, а углавном служи за узгој свиња. Поред кукуруза, ту су соја, дуван, маниока, пасуљ, рижа (узгајана у наводњаваним долинама и приобаљу), банана и кромпир.
Држава је такође велики произвођач бијелог и црног лука, парадајза, жита, јабука и грожђа.
Осим свиња, које се узгајају заједно са кукурузом, перадарство доживљава велику експанзију, као и рибарство. Санта Катарина је један од највећих извозника смрзнуте пилетине и рибе.